# Eddie Steeples
Eddie Steeples, född 25 november 1973, är en amerikansk skådespelare, producent och manusförfattare. Han är mest känd från TV-serien My Name Is Earl, där han spelar Darnell "Crabman" Turner.
Han slog igenom i rollen som "Rubberband Man" i en reklamfilm för OfficeMax, och röstades fram till en av världens sexigaste män år 2004 av tidningen People. Han medverkade även i filmen Torque, med bland andra Ice Cube och Jaime Pressly. Steeples var även med i Akeelah and the Bee tillsammans med bland andra Laurence Fishburne och Angela Bassett. 
Steeples befann sig i Thailand den 26 december 2004 och överlevde tsunamikatastrofen.